# Okręg wyborczy McEwen
Okręg wyborczy McEwen (ang. Division of McEwen) – jednomandatowy okręg wyborczy do Izby Reprezentantów Australii, zlokalizowany w stanie Wiktoria, na północ od Melbourne. Został utworzony w 1984, jego patronem jest były premier Australii John McEwen. 

## Lista posłów
| okres urzędowania | poseł          | przynależność              |
| ----------------- | -------------- | -------------------------- |
| 1984-1990         | Peter Cleeland | Australijska Partia Pracy  |
| 1990-1993         | Fran Bailey    | Liberalna Partia Australii |
| 1993-1996         | Peter Cleeland | Australijska Partia Pracy  |
| 1996-2010         | Fran Bailey    | Liberalna Partia Australii |
| od 2010           | Rob Mitchell   | Australijska Partia Pracy  |

źródło: 